# Algoritmo de Gauss-Legendre
El algoritmo de Gauss-Legendre es un algoritmo para computar los dígitos de π.
El método se basa en los trabajos individuales de Carl Friedrich Gauss (1777-1855) y Adrien-Marie Legendre (1752-1833) combinados con algoritmos modernos para la multiplicación y la raíz cuadrada. Sustituye repetidamente dos números por sus medias aritmética y geométrica, para obtener una aproximación a su media aritmético-geométrica.
La versión que se presenta aquí se conoce también como el algoritmo de Brent-Salamin (o Salamin-Brent); que fue descubierto en 1975 y de forma independiente por Richard Brent y Eugene Salamin. Se usó entre el 18 y el 20 de septiembre de 1999 para calcular los primeros 206.158.430.000 dígitos decimales de π, y el resultado se comprobó usando el algoritmo de Borwein.

## Algoritmo
1. Establecimiento del valor inicial:
{\displaystyle a_{0}=1\qquad b_{0}={\frac {1}{\sqrt {2}}}\qquad t_{0}={\frac {1}{4}}\qquad p_{0}=1}
2. Repetir las siguientes instrucciones hasta que la diferencia entre {\displaystyle a_{n}} y {\displaystyle b_{n}} se encuentre dentro de la precisión deseada:
{\displaystyle x_{n+1}={\frac {a_{n}+b_{n}}{2}}\,}
{\displaystyle y_{n+1}={\sqrt {a_{n}b_{n}}}\,}
{\displaystyle t_{n+1}=t_{n}-p_{n}(a_{n}-x_{n+1})^{2}\,}
{\displaystyle a_{n+1}=x_{n+1}\,}
{\displaystyle b_{n+1}=y_{n+1}\,}
{\displaystyle p_{n+1}=2p_{n}\,}
3. π se aproxima usando {\displaystyle a_{n}}, {\displaystyle b_{n}} y {\displaystyle t_{n}} como:
{\displaystyle \pi \approx {\frac {(a_{n}+b_{n})^{2}}{4t_{n}}}\,}
Las primeras tres iteraciones dan:
{\displaystyle 3.140...}
{\displaystyle 3.14159264...}
{\displaystyle 3.14159265358979...}
El algoritmo tiene naturaleza convergente de segundo orden, que esencialmente significa que el número de dígitos correctos se duplica con cada paso del algoritmo.